# Животченко Костянтин Миколайович
Костянти́н Микола́йович Живо́тченко (нар. 25 січня 1977 — 7 квітня 2016) — солдат Збройних сил України, учасник російсько-української війни.

## Життєпис
Народився 1977 року в селі Новоселівка (Нововодолазький район, Харківська область).
Активно брав участь у подіях Революції Гідності. Після Майдану поїхав добровольцем на фронт; воював у складі батальйону «Айдар» — в «Золотій роті». З 2015 року служив у 128-й бригаді; солдат, далекомірник–номер обслуги.
Загинув в ніч на 8 квітня 2016 року в районі селища Опитне поблизу Пісків (Ясинуватський район) під час обстрілу зі 120-мм мінометів, відбиваючи спробу прориву ДРГ терористів.
11 квітня 2016 року похований у Новоселівці.

## Нагороди та вшанування
- указом Президента України № 216/2016 від 18 травня 2016 року «за особисту мужність і високий професіоналізм, виявлені у захисті державного суверенітету та територіальної цілісності України, вірність військовій присязі» — нагороджений орденом «За мужність» III ступеня (посмертно)[1].